# Lophomyra santista
Lophomyra santista là một loài bướm đêm trong họ Noctuidae.